# Slangit
Slangit is een bestuurslaag in het regentschap Cirebon van de provincie West-Java, Indonesië. Slangit telt 4426 inwoners (volkstelling 2010).